# Bivolare
Bivolare (bulgariska: Биволаре) är ett distrikt i Bulgarien.   Det ligger i kommunen Obsjtina Dolna Mitropolija och regionen Pleven, i den centrala delen av landet, 130 kilometer nordost om huvudstaden Sofia.
Trakten runt Bivolare består till största delen av jordbruksmark. Runt Bivolare är det ganska tätbefolkat, med 179 invånare per kvadratkilometer.